# Loudes
Loudes – miejscowość i gmina we Francji, w regionie Owernia-Rodan-Alpy, w departamencie Górna Loara.
Według danych na rok 1990 gminę zamieszkiwały 772 osoby, a gęstość zaludnienia wynosiła 32 osoby/km² (wśród 1310 gmin Owernii Loudes plasuje się na 288. miejscu pod względem liczby ludności, natomiast pod względem powierzchni na miejscu 336.).
Przez teren gminy przepływa kilka małych rzeczek m.in. Cereix, Combe, Say oraz Musette - jeden z dopływów Loary.